# Roberto Argüello
Roberto Argüello (n. 12 de mayo de 1963 en Rosario) es un extenista argentino que se desempeñó como profesional en los años 1980. En su carrera como profesional logró un título de ATP en singles, logrado en Venecia en 1983. 
En 1981 ganó el Orange Bowl para menores de 18, uno de los torneos juniors más prestigiosos del mundo convirtiéndose en el primer argentino en conquistar el torneo. En 1982 debió cumplir con el servicio militar en la Argentina por lo que perdió todos sus puntos acumulados hasta el momento y debió empezar de cero de nuevo.
Tuvo cinco participaciones en torneos de Grand Slam en los que solo una vez alcanzó la segunda ronda. Representó a Argentina en Copa Davis en dos ocasiones (1983 y 1985) con una victoria y una derrota, ambas en singles y con la serie ya definida. Se retiró en 1990. 
Luego de su retiro ha servido como entrenador en la Federación Japonesa de Tenis y ha entrenado por un breve lapso a la tenista estadounidense Jennifer Capriati. También fue ayudante de Pete Sampras.

## Torneos ATP (1; 1+0)

### Individuales (1)

#### Títulos
| Grand Slam (0)         |
| Tennis Masters Cup (0) |
| ATP Tour (1)           |

| N.º | Fecha              | Torneo  | Superficie    | Oponente en la final | Resultado   |
| --- | ------------------ | ------- | ------------- | -------------------- | ----------- |
| 1.  | 6 de junio de 1983 | Venecia | Tierra batida | Jimmy Brown          | 2-6 6-2 6-0 |

## Torneos Challengers (1; 1+0)

### Individuales (1)

#### Títulos
| N.º | Fecha                | Torneo  | Superficie    | Oponente en la final | Resultado |
| --- | -------------------- | ------- | ------------- | -------------------- | --------- |
| 1.  | 20 de agosto de 1990 | Ginebra | Tierra batida | Daniel Orsanic       | 6-3 6-0   |